# Friedhelm Mennekes
Friedhelm Mennekes SJ (* 6. März 1940 als Friedrich Wilhelm Mennekes in Bottrop) ist ein deutscher katholischer Theologe, Priester und Kunstverständiger.

## Leben und Wirken
Nach einer Lehre zum Zuschneider und Abschluss der Fachschulreife machte Friedhelm Mennekes Abitur an einem Abendgymnasium und trat 1961 dem Jesuitenorden bei. Er studierte Philosophie, Politische Wissenschaft und Theologie in Bonn, München und Frankfurt am Main erhielt Lizenziate in Theologie und Philosophie, promovierte 1971 in Bonn mit der Dissertation Die Republik als Herausforderung. Konservatives Denken in Bayern zwischen Weimarer Republik und antidemokratische Reaktion (1918 - 1925) zum Dr. phil. und wurde habilitiert. Von 1980 bis 2008 war er Professor für Praktische Theologie und Religionssoziologie an der Philosophisch-Theologischen Hochschule Sankt Georgen in Frankfurt am Main; zugleich von 1979 bis 1985 Pfarrer an Sankt Markus im Frankfurter Arbeitervorort Nied. Von 1987 bis 2008 war er Pfarrer der Jesuitenkirche St. Peter in Köln.
1979 begann seine Ausstellungstätigkeit. Zunächst bis 1985 in der Frankfurter Vorortkirche Sankt Markus Nied, dann bis 1989 in der Kunst-Station Frankfurt am Main Hbf im Frankfurter Hauptbahnhof. Im Jahre 1989 gründete er in der gotischen Stadtpfarrkirche Sankt Peter als ein Zentrum für zeitgenössische Kunst und Musik die Kunst-Station Sankt Peter in Köln. 2008 ließ er sich von seinen priesterlichen Aufgaben emeritieren. Von 1989 bis heute hat er verschiedene Gastprofessuren und Kunstprojekte zum Thema Kunst und Kirche an der Universität für Bildende Künste in Berlin; der Universität für Angewandte Kunst in Wien; der School of Art der Indiana University, in Bloomington, Indiana; dem Savannah College of Art and Design in Savannah, Georgia; der Kingston University in London und der Universität Bonn.
Seit 2003 engagiert er sich in Form einer Zusammenarbeit mit dem ArtArtLaboratory, Sulaimaniyya, der Kunst-Station Sankt Peter, Lehrveranstaltungen und Ausstellungen in Köln und an der Hochschule für Grafik und Buchkunst, Leipzig sowie Künstleraustäuschen, zweimal jährlich an der Förderung junger Künstler in Sulaimaniyya, Kurdistan. Im Studienjahr 2009/2010 war Mennekes Gastprofessor für „Visual Arts“ am College of the Holy Cross in Worcester, Massachusetts. In Ausstellungen, Vorträgen und Künstlergesprächen suchte er den Dialog mit Persönlichkeiten wie Joseph Beuys, Francis Bacon, Eduardo Chillida, Jannis Kounellis, Barbara Kruger, Arnulf Rainer, Arne-Bernd Rhaue, Alfred Hrdlicka, Hermann Nitsch, Gregor Schneider, Rosemarie Trockel und vielen anderen. Mennekes arbeitet seit 2021 ehrenamtlich als Kunstinitiator für den Päpstlichen Rat für Kultur.
Am 9. Oktober 2021 feierte Mennekes sein 60. Ordensjubiläum.

## Auszeichnungen
Die Hochschule für Bildende Künste in Braunschweig und die Akademie der Bildenden Künste in Mainz an der Universität Mainz verliehen ihm Anfang der 1990er Jahre Titel und Funktion eines Honorarprofessors.
1999 erhielt er den Corporate Art Preis für „herausragende Verdienste auf dem Gebiet der Kunst- und Kulturförderung“ der Burda Stiftung;
2002 die Wilhelm-Hausenstein-Ehrung durch die Bayerische Akademie der Schönen Künste, München, „für Verdienste um kulturelle Vermittlung“.
2011 wurde er für sein Engagement mit dem Bundesverdienstkreuz 1. Klasse ausgezeichnet.

## Schriften
- Kein schlechtes Opium. Das Religiöse im Werk von Alfred Hrdlicka. Verlag Katholisches Bibelwerk, Stuttgart 1987, ISBN 3-460-32551-8.
- Arne-Bernd Rhaue - Skulpturen. Ausstellungskatalog zur Ausstellung in St. Peter in Köln 1991.
- Joseph Beuys. MANRESA. Eine Aktion als Geistliche Übung zu Ignatius von Loyola. Insel, Frankfurt am Main 1992, ISBN 978-3458-16256-8.
- Arnulf Rainer. Weinkreuz. Insel, Frankfurt am Main, 1993, ISBN 978-3458332695.
- mit Johannes Röhrig: Crucifixus. Kreuz und Kreuzigung in der Kunst unserer Zeit (Bacon, Baselitz, Beuys, Chillida, Hrdlicka, Lüpertz, Rainer, Saura, Tàpies). Herder, Freiburg 1994, ISBN 978-3451234477.
- Triptychon/Triptych. Moderne Altar-Bilder in Sankt Peter Köln. Insel, Frankfurt am Main 1995, ISBN 978-3458167464; deutsch/englisch.
- Künstlerisches Sehen und Spiritualität. Artemis & Winkler, München 1995, ISBN 978-3760819600.
- Joseph Beuys. Christus denken. KBW, Stuttgart 1996, ISBN 978-3460328624; deutsch/englisch.
- Die Zittauer Bibel. Bilder und Texte zum großen Fastentuch von 1472. KBW, Stuttgart 1998, ISBN 978-3460331426.
- Begeisterung und Zweifel. Profane und sakrale Kunst. Statement-Reihe Band 37. Lindinger & Schmid, Regensburg 2001, ISBN 978-3-929970-55-5.
- James Lee Byars. The White Mass. Koenig, Köln 2005, ISBN 978-3883756189.
- apocalypsis. Dürervariationen von Gerhard Trieb. Wienand, Köln 2007, ISBN 978-3879099030.
- Zwischen Freiheit und Bindung. Im Gespräch mit Brigitta Lentz über Kirche und Kunst. Wienand, Köln 2008, ISBN 978-3879099573.
- Gertrude Reum: pánta rhei - Im Fluss der Zeit. Im Fluss der Kunst. In: Gertrude Reum - pánta rhei, Hrsg. Konstantin Mühling, Swiridoff Verlag, Künzelsau, 2016, S. 125-135, ISBN 978-3-89929-340-1.

## Kuratierte Ausstellungen
- 2006 Gregor Schneider, Kunst-Station Sankt Peter Köln, Köln

## Dokumentationen
- Detlev F. Neufert: Der Galerist Gottes, WDR-Dokumentation